# Vidin (tỉnh)
Tỉnh Vidin (tiếng Bulgaria: Област Видин) là tỉnh cực tây bắc của Bulgaria. Nó giáp vùng Đông và Nam Serbia của Serbia về phía tây và vùng Sud-Vest Oltenia của România về phía đông bắc. Tỉnh lỵ là thành phố Vidin bên dòng Danube. Tỉnh được chia thành 11 đô thị. Tính đến tháng 12 năm 2009, tỉnh có dân số 108.067 người.
Trên địa bàn tỉnh còn sót nhiều lâu đài và pháo đài, một trong số đó Baba Vida, một trong những đồn lũy cuối của người Bulgaria trong cuộc xâm lược của Ottoman, và pháo đài Belogradchik.

## Huyện
Tỉnh Vidin gồm 11 huyện (số ít: община, obshtina - số nhiều: общини, obshtini). Bên dưới là tên từng huyện bằng chữ Latinh và Kirin. Dân số lấy năm 2009.
| Tên chữ Latinh | Tên chữ Kirin | Dân số | Thị trấn/làng | Dân số |
| -------------- | ------------- | ------ | ------------- | ------ |
| Belogradchik   | Белоградчик   | 7.045  | Belogradchik  | 5,334  |
| Boynitsa       | Бойница       | 1.717  | Boynitsa      | 595    |
| Bregovo        | Брегово       | 6.168  | Bregovo       | 2.592  |
| Vidin          | Видин         | 66.126 | Vidin         | 49.471 |
| Gramada        | Грамада       | 2.384  | Gramada       | 1.647  |
| Dimovo         | Димово        | 7.175  | Dimovo        | 1.211  |
| Kula           | Кула          | 4.958  | Kula          | 3.287  |
| Makresh        | Макреш        | 1.938  | Makresh       | 473    |
| Novo Selo      | Ново Село     | 3.381  | Novo Selo     | 1.144  |
| Ruzhintsi      | Ружинци       | 4.890  | Ruzhintsi     | 915    |
| Chuprene       | Чупрене       | 2.285  | Chuprene      | 576    |

## Địa lý

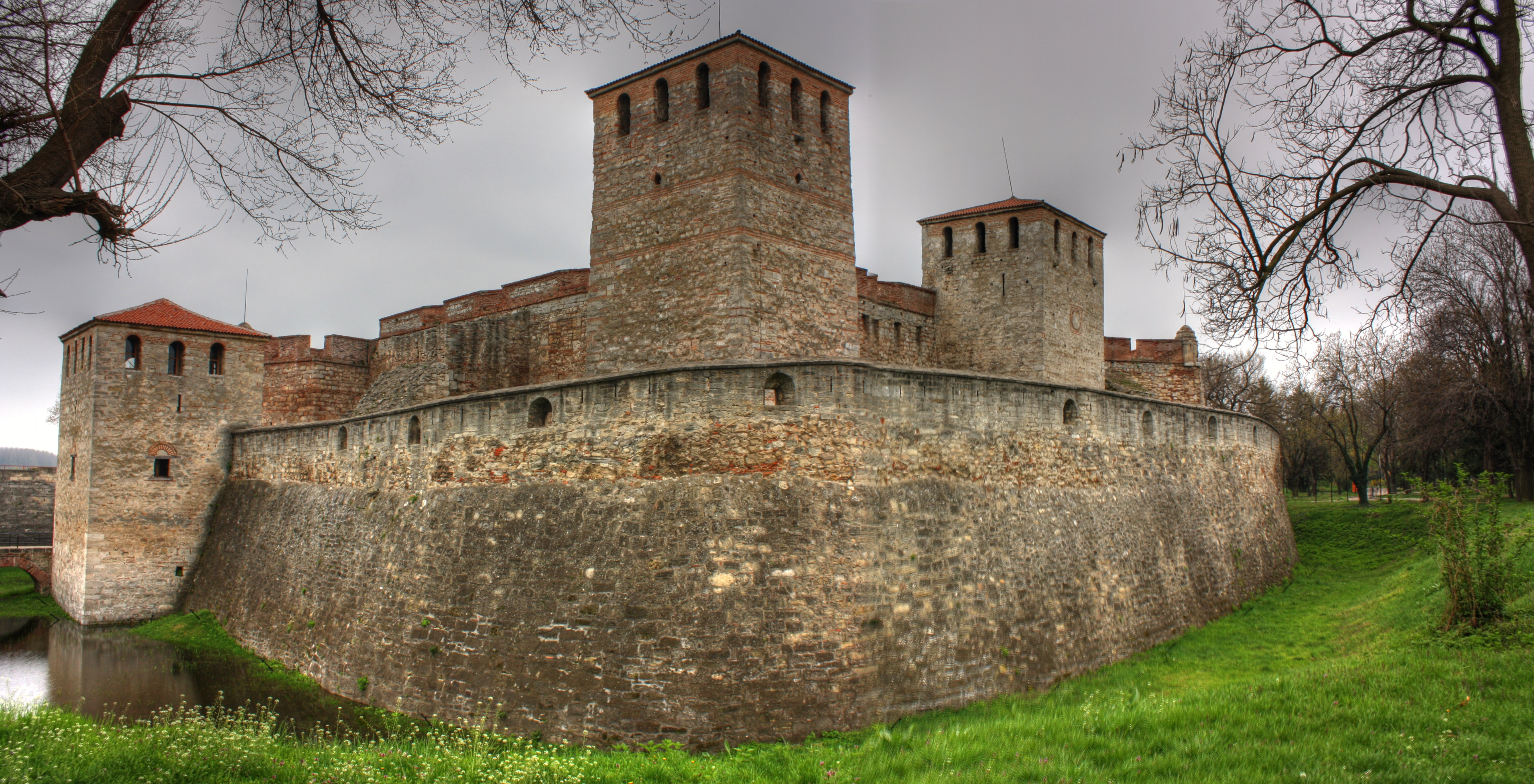
Pháo đài Baba Vida ở Vidin

Trên địa phận tỉnh Vidin gồm Stara Planina và mạn cực tây của đồng bằng Danube, còn sông Danube đánh dấu biên giới với România. Sườn Stara Planina phủ rừng rậm, đồng cỏ sum suê và những cấu trúc đá kì lạ, gọi là quần thể đá Belogradchik. Có chừng 80 hang trên dọc vùng giáp ranh với Serbia, nổi tiếng nhất trong đó là hang Magura, có những tranh vẽ từ 10.000 TCN.

## Dân cư

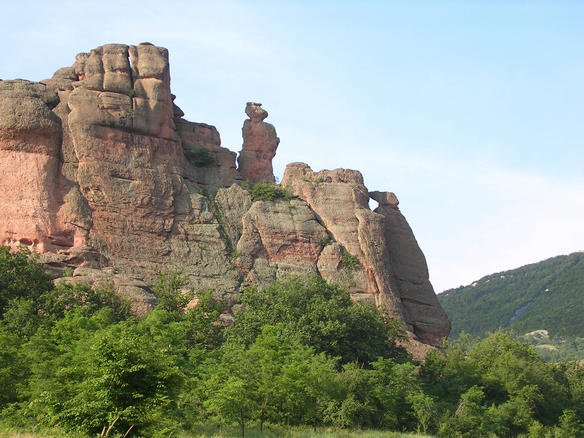
Một phần quần thể đá Belogradchik

Năm 2001, tỉnh Vidin có dân số 130.074 người, trong đó 48.4% là nam và 51.6% là nữ. Đến cuối năm 2009, dân số tỉnh, theo Viện Thống kê Quốc gia Bulgaria, là 108.067 người trong đó 32.6% trên 60 tuổi.
Vidin là tỉnh già nhất Bulgaria, với chừng 28,9% dân số 65 tuổi trở lên tính đến 2016. Có sự khác biệt lớn về tỉ lệ người già ở nông thôn và thành thị: ở thành thị 21,1% dân cư 65 đạt 65 trở lên, còn ở nông thôn con số này đạt tới 42,8%. Tỉ lệ trẻ dưới 15 tuổi là 13,5% ở thành thị và chỉ 9,8% ở nông thôn.
Bảng dưới cho thấy sự thay đổi dân số từ sau Thế chiến thứ II:
| Tỉnh Vidin                                                                                | Tỉnh Vidin | Tỉnh Vidin | Tỉnh Vidin | Tỉnh Vidin | Tỉnh Vidin | Tỉnh Vidin | Tỉnh Vidin | Tỉnh Vidin | Tỉnh Vidin | Tỉnh Vidin | Tỉnh Vidin |
| ----------------------------------------------------------------------------------------- | ---------- | ---------- | ---------- | ---------- | ---------- | ---------- | ---------- | ---------- | ---------- | ---------- | ---------- |
| Year                                                                                      | 1946       | 1956       | 1965       | 1975       | 1985       | 1992       | 2001       | 2005       | 2007       | 2009       | 2011       |
| Population                                                                                | 194.007    | 188.518    | 179.429    | 176.761    | 166.680    | 151.636    | 130.074    | 117.809    | 112.604    | 108.067    | 101.018    |
| Nguồn: Viện Thống kê Quốc gia, „thống kê 2001“, „thống kê 2011“, „pop-stat.mashke.org“,?? |            |            |            |            |            |            |            |            |            |            |            |

### Thành phần dân tộc
| Ethnic groups in Vidin Province (2011 census) | Ethnic groups in Vidin Province (2011 census) | Ethnic groups in Vidin Province (2011 census) | Ethnic groups in Vidin Province (2011 census) | Ethnic groups in Vidin Province (2011 census) |
| --------------------------------------------- | --------------------------------------------- | --------------------------------------------- | --------------------------------------------- | --------------------------------------------- |
| Dân tộc                                       | Dân tộc                                       |                                               | Phần trăm                                     | Phần trăm                                     |
| Người Bulgaria                                | Người Bulgaria                                |                                               | 91,2%                                         | 91,2%                                         |
| Người Digan                                   | Người Digan                                   |                                               | 7,7%                                          | 7,7%                                          |
| khác                                          | khác                                          |                                               | 1.1%                                          | 1.1%                                          |

Tổng dân số (2011): 101 018
Dân tộc (2011): Số khai báo: 95 126 người:
- Người Bulgaria: 86 802 (91,25%)
- Người Digan: 7 282 (7,66%)
- Khác: 1 042 (1,10 %)

### Dân tộc
| Religions in Vidin Province (2001 census) | Religions in Vidin Province (2001 census) | Religions in Vidin Province (2001 census) | Religions in Vidin Province (2001 census) | Religions in Vidin Province (2001 census) |
| ----------------------------------------- | ----------------------------------------- | ----------------------------------------- | ----------------------------------------- | ----------------------------------------- |
| Religious group                           | Religious group                           |                                           | Percentage                                | Percentage                                |
| Chính thống giáo                          | Chính thống giáo                          |                                           | 96.1%                                     | 96.1%                                     |
| Khánh Cách                                | Khánh Cách                                |                                           | 0,3%                                      | 0,3%                                      |
| Công giáo La Mã                           | Công giáo La Mã                           |                                           | 0,1%                                      | 0,1%                                      |
| Hồi giáo                                  | Hồi giáo                                  |                                           | 0,1%                                      | 0,1%                                      |
| khác hoặc không có                        | khác hoặc không có                        |                                           | 3,3%                                      | 3,3%                                      |

Thành phần tôn giáo theo thống kê 2001:
| Census 2001             | Census 2001 | Census 2001 |
| religious adherence     | population  | %           |
| ----------------------- | ----------- | ----------- |
| Chính thống giáo        | 125.063     | 96,15%      |
| Kháng Cách              | 397         | 0,31%       |
| Công giáo La Mã         | 143         | 0,11%       |
| Hồi giáo                | 139         | 0,11%       |
| Khác                    | 602         | 0.46%       |
| Không nhắc tới tôn giáo | 3.730       | 2,87%       |
| total                   | 130.074     | 100%        |